# Sywell
Sywell är en ort och civil parish i Storbritannien.   Den ligger i grevskapet Northamptonshire och riksdelen England, i den södra delen av landet, 100 km nordväst om huvudstaden London. Sywell ligger 112 meter över havet och antalet invånare är 811.
Terrängen runt Sywell är platt. Runt Sywell är det tätbefolkat, med 266 invånare per kvadratkilometer. Närmaste större samhälle är Northampton, 7,9 km sydväst om Sywell. Trakten runt Sywell består till största delen av jordbruksmark.